# Alina Kolomijez
Alina Sergejewna Kolomijez, geborene Raikowa (russisch Алина Сергеевна Коломиец (Райкова); englisch Alina Kolomiyets (Raikova); * 14. August 1991 in Schtschutschinsk, Kasachische SSR, Sowjetunion) ist eine kasachische Biathletin.

## Karriere
Alina Raikowa bestritt ihre ersten internationalen Rennen 2008 im IBU-Cup der Juniorinnen. Es folgten von 2008 bis 2012 fünf Teilnahmen in Folge bei den Juniorenweltmeisterschaften. 2008 startete sie erstmals in Ruhpolding und wurde 64. des Einzels, 53. des Sprints, 58. der Verfolgung und 15. mit der Staffel,  2009 in Canmore 21. des Einzels, 31. des Sprints, 29. der Verfolgung und Achte mit der Staffel. In Torsby  kamen 2010 die Platzierungen 29 im Einzel, 19 im Sprint, 17 in der Verfolgung und elf mit der Staffel, 2011 in Nové Město na Moravě Rang 57 im Einzel, 39 im Sprint und 35 in der Verfolgung hinzu. Bei den letzten Juniorenweltmeisterschaften kam sie in Kontiolahti auf die Plätze 28 im Sprint, 24 im Verfolgungsrennen und 16 mit der Staffel hinzu. Im Einzel belegte sie mit Platz sechs das beste Ergebnis ihrer Juniorinnen-Karriere.
2008 bestritt Raikowa in Osrblie mit einem Staffelrennen das erste Rennen bei den Frauen im IBU-Cup. Weitere Rennen folgten erst zum Auftakt der Saison 2012/13 in Östersund, wo sie an der Seite von Marina Lebedewa, Sergei Naumik und Jan Sawizki in der überrundeten Mixed-Staffel 20. wurde. In ihrem ersten Einzel belegte Raikowa Rang 71. In Ruhpolding konnte sie ihre beste Platzierung auf Rang 46 in einem Sprintrennen verbessern. Erstes Großereignis bei den Frauen wurden die Weltmeisterschaften 2013 in Nové Město na Moravě. In Tschechien wurde die Kasachin 79. des Sprints und mit Jelena Chrustaljowa, Darja Ussanowa und Marina Lebedewa Staffel-14. Im Einzel stellte sie als 46. ihr bestes Einzelergebnis ein.
Kurz vor der Saison 2018/19 wurde sie mit acht ihrer Teamkollegen aufgrund mutmaßlicher Dopingvergehen von der IBU vorläufig gesperrt. Gegen diese Entscheidung klagte sie vor dem Internationalen Sportgerichtshof und bekam Ende Februar 2019 Recht, sodass sie wieder an internationalen Wettkämpfen teilnehmen darf.
Sie ist verheiratet und startet seit der Saison 2019/2020 unter ihrem Ehenamen.

## Statistiken

### Weltcupplatzierungen
Die Tabelle zeigt alle Platzierungen (je nach Austragungsjahr einschließlich Olympische Spiele und Weltmeisterschaften).
- 1.–3. Platz: Anzahl der Podiumsplatzierungen
- Top 10: Anzahl der Platzierungen unter den ersten zehn (einschließlich Podium)
- Punkteränge: Anzahl der Platzierungen innerhalb der Punkteränge (einschließlich Podium und Top 10)
- Starts: Anzahl gelaufener Rennen in der jeweiligen Disziplin
- Staffel: inklusive Mixed- und Single-Mixed-Staffeln

| Platzierung            | Einzel | Sprint | Verfolgung | Massenstart | Staffel | Gesamt |
| ---------------------- | ------ | ------ | ---------- | ----------- | ------- | ------ |
| 1. Platz               |        |        |            |             |         |        |
| 2. Platz               |        |        |            |             |         |        |
| 3. Platz               |        |        |            |             |         |        |
| Top 10                 |        |        |            |             | 2       | 2      |
| Punkteränge            | 1      | 5      | 2          |             | 37      | 45     |
| Starts                 | 15     | 35     | 11         |             | 37      | 98     |
| Stand: 10. Januar 2022 |        |        |            |             |         |        |

### Olympische Winterspiele
Ergebnisse bei Olympischen Winterspielen:
|                                             | Einzelwettbewerbe | Einzelwettbewerbe | Einzelwettbewerbe | Einzelwettbewerbe | Staffelwettbewerbe | Staffelwettbewerbe |
| Sprint                                      | Verfolgung        | Einzel            | Massenstart       | Damenstaffel      | Mixedstaffel       |                    |
| ------------------------------------------- | ----------------- | ----------------- | ----------------- | ----------------- | ------------------ | ------------------ |
| Olympische Winterspiele 2014 \| Sotschi     | –                 | –                 | 65.               | –                 | –                  | –                  |
| Olympische Winterspiele 2018 \| Pyeongchang | 71.               | –                 | 47.               | –                 | 14.                | 18.                |